# Anna Menon
Anna Menon född 24 december 1985 i Houston, är en amerikansk ingenjör och astronaut.
Hon är sedan 2016 gift med den amerikanske astronauten Anil Menon. De har två barn.

## Arbete
Anna Menon arbetade under flera år vid NASA. Och var bland annat inblandad i det jordbundna medicinska arbetet kring Expedition 41 på rymdstationen ISS.
Sedan 2018 har hon haft flera olika ledande roller hos SpaceX.

## Rymdfärd
Den 10 september 2024 gjorde hon sin första rymdfärd, kallad Polaris Dawn. Hon flög tillsammans med Jared Isaacman, Scott Poteet och Sarah Gillis.